# Brabantspets

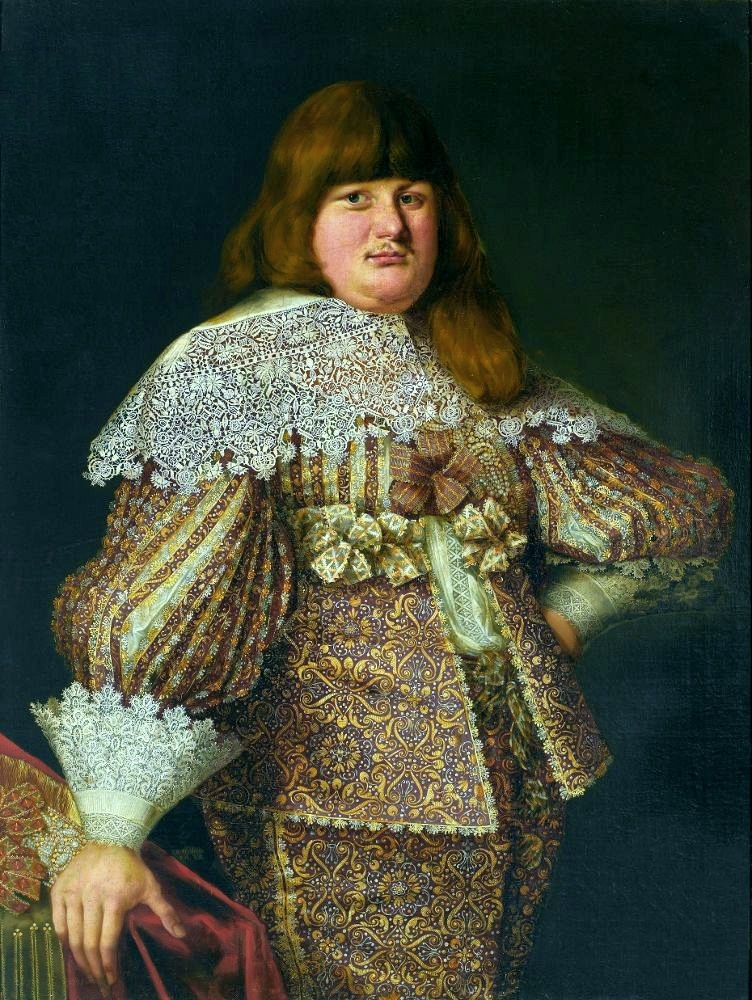
Władysław Dominik Zasławski-Ostrogski

Brabantspets, en typ av knypplad spets från området kring Bryssel. Det karakteristiska för brabantspetsarna är större motiv, grövre garn och mindre elegant design än brysselspetsen. Spetstypen har funnits sedan mitten på 1700-talet.